# A.M. (álbum)
A.M. es el álbum debut de la banda de rock alternativo estadounidense Wilco, publicado el 28 de marzo de 1995 a través de Sire Records y Reprise Records. Se publicó solo unos meses después de la disolución de Uncle Tupelo, banda de country alternativo, y la crítica lo comparó con el álbum debut de Son Volt, nuevo grupo del cantante y líder de Uncle Tupelo Jay Farrar.
A pesar de que A.M. se publicó antes de Trace de Son Volt, las críticas fueron modestas y las ventas iniciales, bajas. Más adelante, la banda lo denominó un "fracaso" y admitió el éxito de Trace. Fue el primer y último disco que grabaron con un estilo puramente de country alternativo, ya que después exploraron otros géneros. También, es el único disco de Wilco con Brian Henneman de The Bottle Rockets como guitarrista líder.

## Historia y grabación
El último disco de Uncle Tupelo, Anodyne, ya contaba con una nueva formación con cinco miembros, incluyendo el batería Ken Coomer, el bajista John Stirratt y el multiinstrumentista Max Johnston. Las tensiones seguían en aumento entre los cantantes Jay Farrar y Jeff Tweedy, por lo cual Uncle Tupelo hizo su último concierto como banda el 1 de mayo de 1994 en los Mississippi Nights de San Luis, Misuri.
Poco días después de la disolución de la banda, Tweedy decidió formar un nuevo grupo. Mantuvo toda la formación de Uncle Tupelo, a excepción de Farrar, y reubautizó la banda como Wilco. A mediados de mayo, comenzaron a ensayar nuevas canciones en las oficinas del mánager del grupo Tony Margherita y contrataron al productor discográfico Brian Paulson, quien ya había producido Anodyne. Wilco grabaron unas demos para el disco en los estudios Easley de Memphis, Tennessee en junio. Stirratt recomendó el estudio basado en sus experiencias previas como miembro de The Hilltops, mientras que Tweedy había oído del mismo gracias a unas grabaciones de Jon Spencer Blues Explosion. Reprise Records, subsidiaria de Warner Brothers, firmó con Jeff Tweedy después de oír las grabaciones y para agosto comenzaron a grabar el disco.
Jeff Tweedy, preocupado por establecer a Wilco como una banda viable para la discográfica Reprise, decidió contratar otro guitarrista. Brian Henneman, cantante y líder de The Bottle Rockets, entró en los estudios para grabar las partes de guitarrista principal. Lloyd Maines, guitarrista de steel, y el bajista Daniel Corrigan también participaron en la grabación del disco. Corrigan, por su parte, sacó las fotografías que servirían para el libreto. Howie Weinberg masterizó el disco, mientras que Barbara Longo se encargó del diseño gráfico. Brian Henneman abandonó la banda poco después de la grabación del disco y fue sustituido por el anterior miembro de Titanic Love Affair Jay Bennett como guitarrista. Tweedy intentó crear un ambiente creativo más colaborativo que el que había en Uncle Tupelo y pidió contribuciones a nivel de composición de los demás miembros. John Stirratt aportó tres canciones, esperando convertirse en el segundo compositor de Wilco. Sin embargo, a pesar de que las canciones se grabaron como demos, solo "It's Just That Simple" se seleccionó finalmente para aparecer en el disco, convirtiéndose en la única de Stirratt en aparecer en un disco de Wilco y la única sin las letras de Tweedy en aparecer en un disco de Wilco.

## Lista de canciones
Todas las canciones compuestas por Jeff Tweedy, a menos que se indique lo contrario.
1. "I Must Be High" – 2:59
2. "Casino Queen" – 2:45
3. "Box Full of Letters" – 3:05
4. "Shouldn't Be Ashamed" – 3:28
5. "Pick Up the Change" – 2:56
6. "I Thought I Held You" – 3:49
7. "That's Not the Issue" – 3:19
8. "It's Just That Simple" (John Stirratt) – 3:45
9. "Should've Been in Love" – 3:36
10. "Passenger Side" – 3:33
11. "Dash 7" – 3:29
12. "Blue Eyed Soul" – 4:05
13. "Too Far Apart" – 3:44

## Personal
- Jeff Tweedy – voz (1-7, 9-13), guitarra rítmica (1, 3, 13), guitarra acústica (2, 4-7, 9-12), bajo (8)
- John Stirratt – bajo (1-7, 9, 10, 12, 13), piano (6), órgano (13), coros (2, 3, 6), voz/guitarra acústica (8)
- Ken Coomer – batería (1-6, 8-10, 12, 13), coros/cencerro (2), caja (7)
- Max Johnston – dobro (1, 3, 9, 13), violín tradicional (2, 10), mandolina (4, 8, 10, 12), banyo (5-7), coros (2)
- Brian Henneman – Guitarra líder (1-9, 12, 13), guitarra (10), coros (2)
- Daniel Corrigan - coros (2)
- Lloyd Maines - pedal steel guitar (1, 6, 8, 11, 12)
- Wilco, Brian Henneman y Daniel Corrigan - palmas, ruidos de gentío (2)

### Producción
- Daniel Corrigan – fotografía
- Richard Dodd – mezclas
- Barbara Longo – diseño
- Brian Paulson – productor discográfico, ingeniero de sonido, mezclas
- Howie Weinberg – masterización
- Wilco – productor, ingeniero
- Bob Andrews – coordinador de producción